# Presseschau
Presseschau (auch Pressestimmen) bezeichnet traditionell die redaktionelle Zusammenfassung der Aussagen verschiedener Printmedien zu einem oder mehreren Themen in einem Medium. Teilweise werden unter dem Begriff Presseschau auch Passagen, vor allem Kommentare zu einem Thema aus Printmedien, Fernsehen, Radio und Internet zusammengefasst. Aus diesem Grund wird dafür auch der Begriff Medienschau verwendet. 
Viele Radio- und TV-Sender haben täglich oder mehrmals täglich eine Presseschau zu aktuellen Themen im Programm. Dabei werden ausschließlich Zitate aus anderen Publikationen verwendet. Dennoch ist das Ergebnis nicht unbedingt neutral, da nicht alle passenden, sondern nur ausgewählte Stellen zitiert werden.